# NGC 3633
NGC 3633 (другие обозначения — UGC 6351, MCG 1-29-32, ZWG 39.126, IRAS11178+0351, PGC 34711) — спиральная галактика (Sa) в созвездии Льва. Открыта Льюисом Свифтом в 1887 году.
Галактика является изолированной, наблюдается практически с ребра — наклон её диска к картинной плоскости составляет 72°. Лучевая скорость галактики составляет 2587 км/с. На заднем плане относительно галактики находится квазар RX_J1121.2+0326: луч зрения, направленный на квазар, проходит в 184 килопарсеках от галактики. В спектре квазара наблюдается линия поглощения H-альфа, связанная с веществом, окружающим галактику, лучевая скорость которого составляет 2608 км/с.
Этот объект входит в число перечисленных в оригинальной редакции «Нового общего каталога».